# Refuge de Roca de Pimes
Le refuge de Roca de Pimes est un refuge d'Andorre situé dans la paroisse de Sant Julià de Lòria à une altitude de 2 160 m.

## Randonnée
Inauguré en 1981 et propriété du Govern d'Andorra, le refuge est non gardé et ouvert toute l'année,. Il possède une capacité d'accueil de 6 personnes,.
Le refuge de Roca de Pimes est accessible depuis La Rabassa et se trouve à une centaine de mètres de la frontière espagnole. Il est situé sur le trajet du GRP, chemin de randonnée permettant de faire le tour de l'Andorre.

Carte des principaux chemins de randonnée et refuges d'Andorre.

## Toponymie
Pimes est la forme reconnue par la nomenclature des toponymes d'Andorre. La forme Pimès est également utilisée et a été choisie par la Gran Enciclopèdia Catalana,. La co-existence de ces deux formes est un exemple de vacillation accentuelle, phénomène fréquent dans la toponymie andorrane et assez spécifique à cette dernière. Une des explications à ce phénomène pourrait être la présence en Andorre d'un substrat toponymique pré-roman bascoïde dans lequel la notion d'accentuation était absente.

## Histoire
Dans les années 1940, l'Espagne franquiste se lance dans la construction de la Ligne P, un gigantesque ouvrage défensif censé protéger sa frontière pyrénéenne. Dans le cadre de ce projet, des complexes défensifs (bunkers) devaient être érigés en nombre à la frontière hispano-andorrane afin de prémunir l'Espagne d'une éventuelle invasion étrangère passant par le territoire andorran. Seuls quatre bunkers furent finalement construits à proximité du coll de Cintó. Ils sont accessibles de nos jours depuis le refuge et se trouvent sur la route du pic Negre de Claror,,,